# アグネスタキオン
アグネスタキオン（欧字名:Agnes Tachyon、1998年4月13日 - 2009年6月22日）は、日本の競走馬、種牡馬。
名の由来は冠名＋「超光速の粒子」の意味を持つ「タキオン (Tachyon) 」。主な勝ち鞍は2001年の皐月賞。種牡馬としても成功し、内国産馬としてはアローエクスプレス以来27年ぶりとなる中央競馬リーディングサイアーを獲得している。
全兄は2000年の東京優駿（日本ダービー）優勝馬のアグネスフライト。母・アグネスフローラは桜花賞優勝馬で優駿牝馬2着。祖母・アグネスレディーは優駿牝馬（オークス）優勝馬。母、祖母、兄は同じ河内洋騎乗でGIを制している。
※現役中に馬齢の表記が変更されたため、競走名以外は現表記を用いる。

## 経歴

### 競走馬時代

#### 2000年
デビューは比較的遅く、2000年12月の阪神芝2000m新馬戦となった。アグネスフライトの全弟ということで注目を浴びたものの、調教タイムが目立つ数字ではなかったため3番人気にとどまった。しかしレースでは、新馬にもかかわらず上がり3ハロン33秒台を記録し、2着リブロードキャストに3馬身半差で圧勝。3着にメイショウラムセス、5着に1番人気のボーンキング、9着にアドマイヤセレクトと有力馬、良血馬の集まったレースだった。
続くラジオたんぱ杯3歳ステークスは相手がさらに強力であったが、2歳2000mのレコードタイムで圧勝。2馬身半差の2着はジャングルポケット、3着はクロフネとのちのGI優勝馬が1着、2着、3着を占めるハイレベルな一戦であった。スローペースを察し、3コーナーで早くもまくりはじめ、4コーナーでは先頭に並ぶといういわゆる早仕掛けと言われる戦法を取ったにもかかわらず、出走馬の中で最速となる上がり3ハロン34秒1を記録するという勝ち方であった。レース後に鞍上の河内は、「次元の違う馬だと確信した」と話し、「クロフネ・ジャングル2頭を相手にうちの馬がどんな競馬ができるか？」とレース前には期待と不安混じりだった管理調教師の長浜は「兄と比べ競馬内容がいい」とアグネスタキオンの走りを高く評価。朝日杯3歳ステークス優勝馬が選出されることが通例の最優秀3歳牡馬の選考（記者投票）では、朝日杯優勝馬・メジロベイリーの147票に対しアグネスタキオンは異例といえる119票の支持を集めている。

#### 2001年

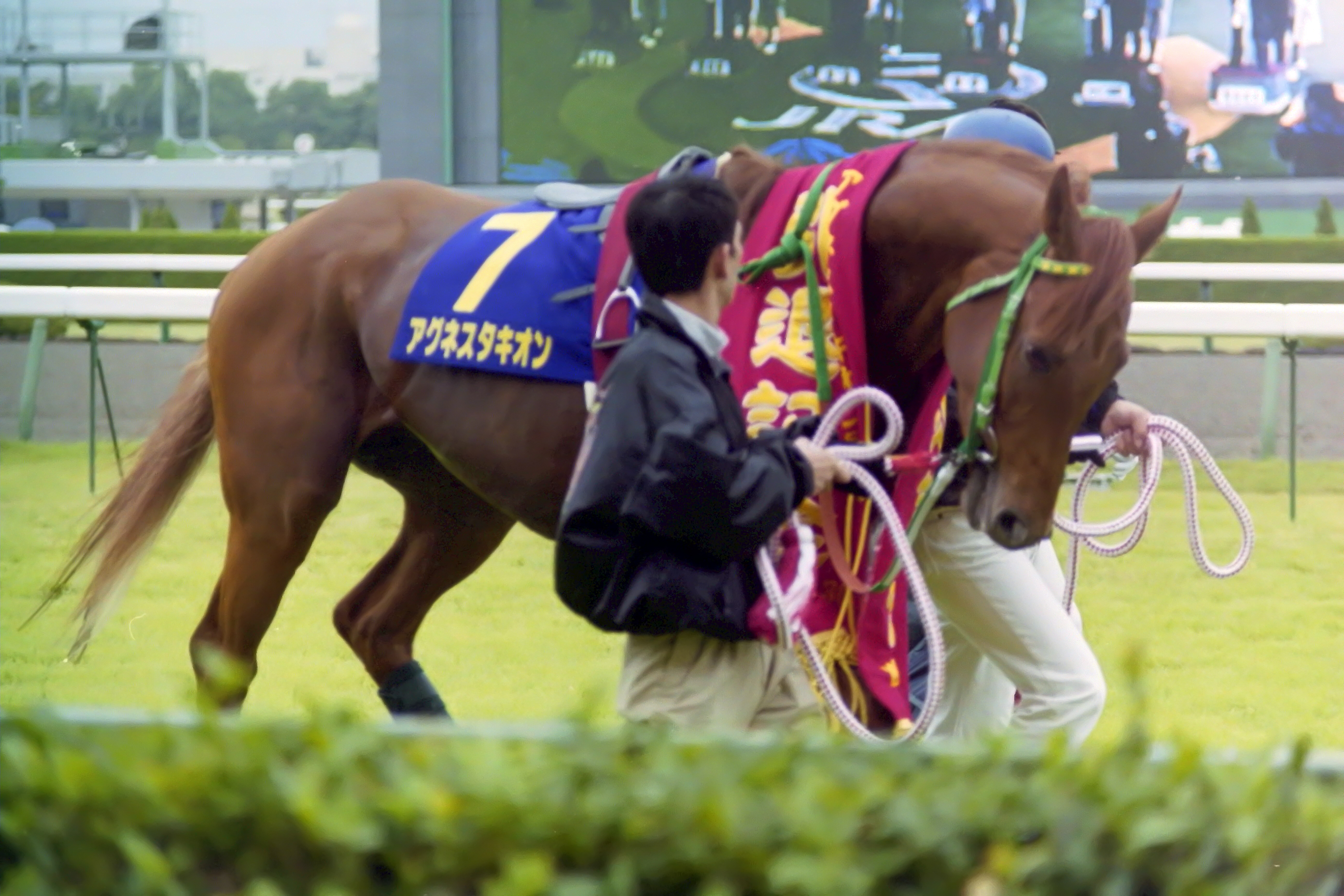
アグネスタキオン引退式

僚馬であるアグネスゴールドとの兼ね合いから陣営は、翌2001年の年明け初戦に弥生賞を選択。「前から公言しているように三冠を取れる可能性のある馬」と長浜に評されたアグネスタキオンの出走を受け、他陣営は次々と回避を表明、8頭立てという少頭数で行われたこのレースでも強さを発揮。不良馬場の中、手前を変えることなく2着のボーンキングに5馬身差をつけ勝利、また4着には後の菊花賞馬であるマンハッタンカフェもいた。この日のレースを振り返り「良馬場ならもっと強い競馬をお見せできたと思う」「今日は少頭数だから参考にはならない」と強気なコメントを残した河内に対し、ボーンキングに騎乗した武豊は「強すぎるね、クラシックもハンデ戦にしないとね」と冗談交じりにコメントしている。
前走にて課題であった「前に付ける競馬」をクリア、またアグネスタキオンと並び有力視されていたアグネスゴールドの故障離脱により皐月賞にて圧倒的1番人気を集めた同馬は歴代2位（当時）となる59.4%の単勝支持率を受け出走。好位4、5番手から難なく押し切るレースで優勝。この勝利に河内は「単勝1.3倍。お兄さん（アグネスフライト）とは立場が違っただけに（勝てて）ホッとした」と心境を述べ「この馬本来の走りではない」とも述べている。
これで4戦全勝、しかもいずれも危なげのない内容での勝利であったことから三冠達成が期待されたが、5月2日に左前浅屈腱炎を発症し、日本ダービー出走を断念。「嬉しいが（骨折した）アグネスゴールドのようにならないかが気になる」と皐月賞優勝の傍ら、今後を憂う長浜の不安は現実のものとなってしまった。
その後社台ファームに放牧され、関係者協議の上で引退が決定。8月29日に引退発表がなされた。9月30日には阪神競馬場で引退式が行われた。

### 種牡馬時代

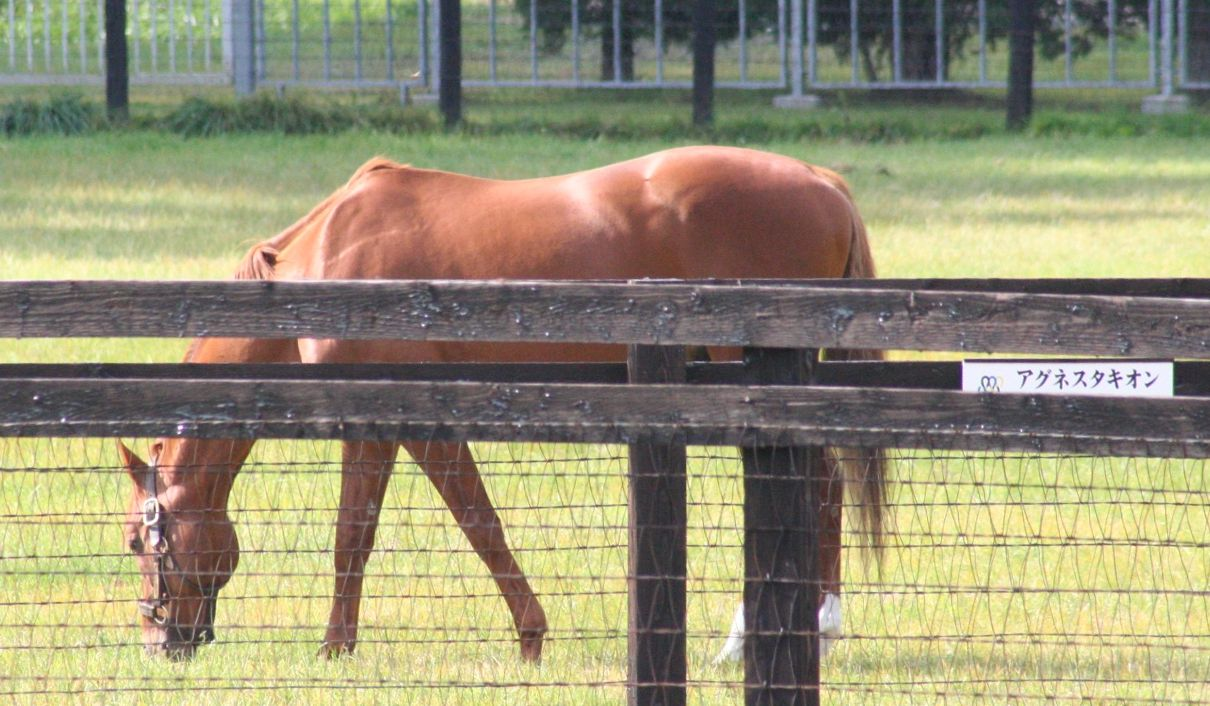
2008年10月15日、社台スタリオンステーションでの様子

引退後は社台スタリオンステーションで種牡馬となった。初年度産駒のデビューした2005年に中央競馬の夏のローカル開催で複数の産駒が次々と勝利を飾り、最終週には東の新潟2歳ステークスでショウナンタキオンが優勝、西の小倉2歳ステークスでもトーホウアモーレが3着という活躍を見せた。中央開催に移ってからも産駒は優秀な走りを見せ、初年度産駒は中央競馬の2歳戦で合計27勝を挙げた。最終的にJRAリーディングフレッシュサイアーに輝き、JRA2歳リーディングでも総合2位（地方競馬も含めたランキングでは3位）となった。このような活躍を背景に、2006年の種付け料は前年の500万円から1200万円になった。2006年には二世代の産駒で中央競馬において91勝を挙げ、初年度産駒のロジックがNHKマイルカップを制し、これが産駒のGI初勝利となった。
ファーストクロップから順調に活躍馬を輩出し、サンデーサイレンス亡き後のエース格として扱われ、2008年にJRA総合リーディングサイアーを獲得。内国産種牡馬としては1957年のクモハタ以来51年ぶりとなる快挙を達成した（地方競馬も含む日本総合リーディングでは1980年と1981年にアローエクスプレスが1位になっている）。
翌2009年も順当に種付けをこなしていたが、シーズン終盤の6月22日、繋養先の社台スタリオンステーションで死亡した。死因は急性心不全だった。2010年度の産駒がラストクロップとなる。
2010年4月18日に中山競馬場第12競走として施行したJRAプレミアムレース「中山スプリングプレミアム」において、当馬が最多得票を獲得したため「アグネスタキオンメモリアル」の副名称を付与して施行された。
2021年1月16日、地方競馬を含めて最後の現役産駒であるアクションスターが登録抹消となり、すべての現役産駒がいなくなった。

## 評価
アグネスタキオンが優勝したラジオたんぱ杯3歳ステークスにて2着だったジャングルポケットは後に日本ダービーに勝利、同レースにて3着だったクロフネは後にNHKマイルカップとジャパンカップダートを勝利している。他にも、弥生賞にて4着だったマンハッタンカフェがその後菊花賞を、皐月賞2着だったダンツフレームが後に宝塚記念を勝利する等の活躍を見せたため、アグネスタキオンの評価は引退後も高まっていき、「幻の三冠馬」と評されることもある。

## 競走成績
以下の内容は、netkeiba.comの情報に基づく。
| 競走日 | 競走日 | 競馬場 | 競走名             | 格   | 頭 数 | 枠 番 | 馬 番 | オッズ （人気） | 着順 | 騎手    | 斤量 [kg] | 距離（馬場）  | タイム （上り3F） | タイム 差 | 馬体重 [kg] | 1着馬/（2着馬）        |
| ------ | ------ | ------ | ------------------ | ---- | ----- | ----- | ----- | --------------- | ---- | ------- | --------- | ------------- | ----------------- | --------- | ----------- | ---------------------- |
| 2000.  | 12.02  | 阪神   | 3歳新馬            |      | 10    | 4     | 4     | 5.8（3人）      | 1着  | 0河内洋 | 54        | 芝2000m（良） | 02:04.3（33.8）   | -0.6      | 500         | （リブロードキャスト） |
|        | 12.23  | 阪神   | ラジオたんぱ杯3歳S | GIII | 12    | 2     | 2     | 4.5（2人）      | 1着  | 0河内洋 | 54        | 芝2000m（良） | R2:00.8（34.1）   | -0.4      | 500         | （ジャングルポケット） |
| 2001.  | 03.04  | 中山   | 弥生賞             | GII  | 8     | 1     | 1     | 1.2（1人）      | 1着  | 0河内洋 | 55        | 芝2000m（不） | 02:05.7（38.2）   | -0.8      | 492         | （ボーンキング）       |
|        | 04.15  | 中山   | 皐月賞             | GI   | 18    | 4     | 7     | 1.3（1人）      | 1着  | 0河内洋 | 57        | 芝2000m（良） | 02:00.3（35.5）   | -0.2      | 492         | （ダンツフレーム）     |

※タイム欄のRはレコード勝ちを示す。

## 種牡馬成績

### 年度別サラブレッド系総合成績（中央+地方）[9]
| 年     | 出走 | 出走 | 勝利 | 勝利 | 順位 | AEI  | 収得賞金         |
| 年     | 頭数 | 回数 | 頭数 | 回数 | 順位 | AEI  | 収得賞金         |
| ------ | ---- | ---- | ---- | ---- | ---- | ---- | ---------------- |
| 2005年 | 68   | 168  | 29   | 31   | 64   | 1.34 | 3億4401万6000円  |
| 2006年 | 189  | 841  | 81   | 117  | 12   | 1.73 | 12億9345万5000円 |
| 2007年 | 268  | 1366 | 135  | 210  | 2    | 2.60 | 27億9755万7000円 |
| 2008年 | 321  | 1642 | 140  | 252  | 1    | 2.68 | 34億7338万8500円 |
| 2009年 | 329  | 1709 | 128  | 232  | 2    | 1.84 | 24億4417万5000円 |
| 2010年 | 302  | 1590 | 130  | 221  | 6    | 1.85 | 22億3784万2000円 |
| 2011年 | 346  | 1702 | 124  | 199  | 10   | 1.59 | 21億4519万6500円 |
| 2012年 | 353  | 1776 | 134  | 198  | 8    | 1.32 | 17億1949万6000円 |
| 2013年 | 268  | 1715 | 112  | 174  | 12   | 1.57 | 16億3779万8500円 |
| 2014年 | 144  | 1108 | 65   | 108  | 15   | 2.07 | 11億8437万8500円 |
| 2015年 | 97   | 633  | 29   | 46   | 36   | 1.47 | 6億 566万9000円  |
| 2016年 | 44   | 291  | 8    | 10   | 125  | 0.47 | 8947万7000円     |
| 2017年 | 16   | 108  | 3    | 4    | 272  | 0.21 | 1273万0000円     |
| 2018年 | 5    | 25   | 1    | 1    | 445  | 0.04 | 37万0000円       |
| 2019年 | 1    | 4    | 0    | 0    | 553  | 0.00 | 0円              |

### 種牡馬としての記録
- JRA総合リーディングサイアー（2008年）
- JRA2歳リーディングサイアー（2006年、2007年）
- JRAリーディングフレッシュサイアー（2005年）
- JRA産駒年間勝利数134勝（2007年最多勝、内国産種牡馬新記録）
- JRA2歳勝ち馬数25頭（2005年、父の20頭を上回る新種牡馬記録[注釈 12]）

### GI級競走優勝馬
太字はGI級競走
- 2003年産
  - ロジック（NHKマイルカップ）[10]
- 2004年産
  - ダイワスカーレット（有馬記念、桜花賞、秋華賞、エリザベス女王杯、産経大阪杯、ローズステークス）[11]
    - 2007年度最優秀3歳牝馬・最優秀父内国産馬
- 2005年産
  - ディープスカイ（東京優駿、NHKマイルカップ、神戸新聞杯、毎日杯） - 種牡馬[12]
    - 2008年度最優秀3歳牡馬

  - キャプテントゥーレ（皐月賞、朝日チャレンジカップ 2回、デイリー杯2歳ステークス） - 種牡馬[13]
  - リトルアマポーラ（エリザベス女王杯、愛知杯、クイーンカップ）[14]
    - 2008年度最優秀3歳牝馬
- 2008年産
  - レーヴディソール（阪神ジュベナイルフィリーズ、チューリップ賞、デイリー杯2歳ステークス）[15]
    - 2010年度最優秀2歳牝馬

### グレード制重賞優勝馬
- 2003年産
  - ランザローテ（プロキオンステークス）[16]
  - ショウナンタキオン（新潟2歳ステークス）[17]
- 2004年産
  - アドマイヤオーラ（京都記念、弥生賞、シンザン記念）- 種牡馬 [18]
  - ショウナンタレント（フラワーカップ）[19]
  - マイネカンナ（福島牝馬ステークス）[20]
- 2005年産
  - アドマイヤコマンド（青葉賞）[21]
  - ダイワワイルドボア（セントライト記念）[22]
  - コパノジングー（目黒記念）[23]
  - レインボーペガサス（関屋記念、きさらぎ賞）[24]
- 2006年産
  - ブロードストリート（ローズステークス）[25]
  - アイアムカミノマゴ（阪神牝馬ステークス）[26]
  - ジェルミナル（フェアリーステークス）[27]
  - ヒカルアマランサス（京都牝馬ステークス）[28]
- 2007年産
  - リディル（スワンステークス、デイリー杯2歳ステークス）[29]
  - サンライズプリンス（ニュージーランドトロフィー）[30]
  - クォークスター（セントライト記念）[31]
- 2008年産
  - レッドデイヴィス（シンザン記念、毎日杯、鳴尾記念）[32]
  - ノーザンリバー（アーリントンカップ、カペラステークス、東京スプリント、さきたま杯2回、東京盃）- 種牡馬[33]
  - アイアムアクトレス（ユニコーンステークス）[34]
- 2009年産
  - グランデッツァ（スプリングステークス、札幌2歳ステークス、七夕賞）- 種牡馬[35]
  - オメガハートランド（フラワーカップ）[36]
  - オースミイチバン（兵庫チャンピオンシップ、ダイオライト記念）[37]
  - レッドクラウディア（クイーン賞）[38]
  - サウンドオブハート（阪神牝馬ステークス）[39]
- 2010年産
  - レッドアリオン（マイラーズカップ、関屋記念）[40]
  - ジェベルムーサ（エルムステークス）[41]

### 地方重賞優勝馬
- 2005年産
  - アウロラプラネット（読売レディス杯）[42]
  - マチカネカミカゼ（せきれい賞）[43]
- 2006年産
  - ナイキハイグレード（羽田盃、京浜盃、ハイセイコー記念）[44]
- 2008年産
  - ヴァインバッハ（平和賞）[45]

### 母の父としての主な産駒

#### グレード制重賞優勝馬
- 2011年産
  - ルミナスウォリアー（函館記念）- 父メイショウサムソン
- 2012年産
  - ノンコノユメ（ジャパンダートダービー、フェブラリーステークス、ユニコーンステークス、武蔵野ステークス、根岸ステークス）- 父トワイニング
  - アクティブミノル（セントウルステークス）- 父スタチューオブリバティ
- 2014年産
  - ジューヌエコール（デイリー杯2歳ステークス、函館スプリントステークス）- 父クロフネ
  - カラクレナイ（フィリーズレビュー）- 父ローエングリン
- 2016年産
  - ワイドファラオ（かしわ記念、ニュージーランドトロフィー、ユニコーンステークス）- 父ヘニーヒューズ
  - ニシノデイジー（中山大障害、札幌2歳ステークス、東京スポーツ杯2歳ステークス）- 父ハービンジャー
  - フェアリーポルカ（中山牝馬ステークス、福島牝馬ステークス）- 父ルーラーシップ
  - エイティーンガール（キーンランドカップ）- 父ヨハネスブルグ
- 2017年産
  - レーヌブランシュ（関東オークス）- 父クロフネ
  - ホウオウエミーズ（福島記念）- 父ロードカナロア[46]
- 2018年産
  - ホウオウアマゾン（アーリントンカップ）- 父キングカメハメハ
- 2022年産
  - ドンインザムード（レパードステークス）- 父アジアエクスプレス

#### 地方重賞優勝馬
- 2009年産
  - エミーズパラダイス（フローラルカップ、ロジータ記念）- 父フサイチコンコルド
- 2011年産
  - ホウライナデシコ（スプリングカップ）- 父クロフネ
  - アピア（優駿スプリント、船橋記念連覇、習志野きらっとスプリント）- 父ファスリエフ
  - ジャリーヴ（ハヤテスプリント）- 父スウェプトオーヴァーボード
- 2012年産
  - ティーズアライズ（栄冠賞、東京プリンセス賞）- 父ワイルドラッシュ
  - ブラックスキャット（新春ペガサスカップ）- 父トーホウエンペラー
  - ロゾヴァドリナ（オパールカップ、OROカップ3連覇）- 父スニッツェル
- 2013年産
  - アップクォーク（せきれい賞）- 父ベーカバド
- 2014年産
  - アンジュジョリー（東京プリンセス賞）- 父タートルボウル
  - ダンストンリアン（ハヤテスプリント）- 父スマートファルコン
  - エッシャー（ベイスプリント）- 父サウスヴィグラス
- 2015年産
  - フセノラン（クイーンカップ）- 父バトルプラン
  - アヴァレソー（ハヤテスプリント）- 父プリサイスエンド
  - ウイントラゲット（土佐秋月賞）- 父アイルハヴアナザー
  - ハッピーハッピー（佐賀ヴィーナスカップ）- 父シニスターミニスター
- 2016年産
  - ステッペンウルフ（京浜盃）- 父サウスヴィグラス
- 2017年産
  - ウタマロ（クラウンカップ）- 父アイルハヴアナザー
  - マンガン（東京湾カップ、金盃、利家盃）- 父アイルハヴアナザー
- 2018年産
  - ラジアントエンティ（園田プリンセスカップ）- 父スマートファルコン
  - ゴールデンヒーラー（知床賞、プリンセスカップ、あやめ賞、やまびこ賞、ひまわり賞、青藍賞連覇、栗駒賞連覇、白嶺賞、岩鷲賞）- 父タートルボウル[47]
  - モリノオーシャン（ブロッサムカップ）- 父ホッコータルマエ
  - フーククリスタル（ライデンリーダー記念）- 父ベーカバド
  - サラコナン（園田ユースカップ）- 父シビルウォー
  - スマイルサルファー（兵庫ダービー、西日本ダービー、くろゆり賞）- 父プリサイスエンド
- 2019年産
  - ミニョン（レジーナディンヴェルノ賞）-父ホッコータルマエ
  - シンティレーション（小倉牝馬ステークス）-父ロードカナロア
- 2020年産
  - ノブノビスケッツ（兼六園ジュニアカップ、北日本新聞杯、MRO金賞）- 父マインドユアビスケッツ[48]
- 2021年産
  - ユウユウププリエ（若鮎賞）- 父カレンブラックヒル[49]
  - ワイドラトゥール（愛知杯）- 父カリフォルニアクローム

## 血統表
| アグネスタキオンの血統                                     | アグネスタキオンの血統                             | アグネスタキオンの血統             | （血統表の出典）                   | （血統表の出典） |
| 父系                                                       | サンデーサイレンス系（ヘイロー系）                 | サンデーサイレンス系（ヘイロー系） | サンデーサイレンス系（ヘイロー系） | [ § 2 ]          |
| 父 *サンデーサイレンス Sunday Silence 1986 青鹿毛 アメリカ | 父の父Halo 1969 黒鹿毛 アメリカ                    | Hail to Reason 1958                | Turn-to                            | Turn-to          |
| 父 *サンデーサイレンス Sunday Silence 1986 青鹿毛 アメリカ | 父の父Halo 1969 黒鹿毛 アメリカ                    | Hail to Reason 1958                | Nothirdchance                      |                  |
| 父 *サンデーサイレンス Sunday Silence 1986 青鹿毛 アメリカ | 父の父Halo 1969 黒鹿毛 アメリカ                    | Cosmah 1953                        | Cosmic Bomb                        | Cosmic Bomb      |
| 父 *サンデーサイレンス Sunday Silence 1986 青鹿毛 アメリカ | 父の父Halo 1969 黒鹿毛 アメリカ                    | Cosmah 1953                        | Almahmoud                          |                  |
| 父 *サンデーサイレンス Sunday Silence 1986 青鹿毛 アメリカ | 父の母Wishing Well 1975 鹿毛 アメリカ              | Understanding 1963                 | Promised Land                      | Promised Land    |
| 父 *サンデーサイレンス Sunday Silence 1986 青鹿毛 アメリカ | 父の母Wishing Well 1975 鹿毛 アメリカ              | Understanding 1963                 | Pretty Ways                        |                  |
| 父 *サンデーサイレンス Sunday Silence 1986 青鹿毛 アメリカ | 父の母Wishing Well 1975 鹿毛 アメリカ              | Mountain Flower 1964               | Montparnasse                       | Montparnasse     |
| 父 *サンデーサイレンス Sunday Silence 1986 青鹿毛 アメリカ | 父の母Wishing Well 1975 鹿毛 アメリカ              | Mountain Flower 1964               | Edelweiss                          |                  |
| 母 アグネスフローラ 1987 鹿毛 日本                         | 母の父*ロイヤルスキー Royal Ski 1974 栗毛 アメリカ | Raja Baba 1968                     | Bold Ruler                         | Bold Ruler       |
| 母 アグネスフローラ 1987 鹿毛 日本                         | 母の父*ロイヤルスキー Royal Ski 1974 栗毛 アメリカ | Raja Baba 1968                     | Missy Baba                         |                  |
| 母 アグネスフローラ 1987 鹿毛 日本                         | 母の父*ロイヤルスキー Royal Ski 1974 栗毛 アメリカ | Coz o'Nijinsky 1969                | Involvement                        | Involvement      |
| 母 アグネスフローラ 1987 鹿毛 日本                         | 母の父*ロイヤルスキー Royal Ski 1974 栗毛 アメリカ | Coz o'Nijinsky 1969                | Gleam                              |                  |
| 母 アグネスフローラ 1987 鹿毛 日本                         | 母の母アグネスレディー 1976 鹿毛 日本              | *リマンド Remand 1963              | Alcide                             | Alcide           |
| 母 アグネスフローラ 1987 鹿毛 日本                         | 母の母アグネスレディー 1976 鹿毛 日本              | *リマンド Remand 1963              | Admonish                           |                  |
| 母 アグネスフローラ 1987 鹿毛 日本                         | 母の母アグネスレディー 1976 鹿毛 日本              | イコマエイカン 1967                | Sallymount                         | Sallymount       |
| 母 アグネスフローラ 1987 鹿毛 日本                         | 母の母アグネスレディー 1976 鹿毛 日本              | イコマエイカン 1967                | *ヘザーランズ F-No.1-l             |                  |
| 母系(F-No.)                                                | 1号族(FN:1-l)                                      | 1号族(FN:1-l)                      | 1号族(FN:1-l)                      | [ § 3 ]          |
| 5代内の近親交配                                            | 5代内アウトブリード                                | 5代内アウトブリード                | 5代内アウトブリード                | [ § 4 ]          |
| 出典                                                       | 1. 2. 3. 4.                                        | 1. 2. 3. 4.                        | 1. 2. 3. 4.                        | 1. 2. 3. 4.      |